# Provincia di Tay Ninh
Tay Ninh (in caratteri cinesi: 西寧) è una delle 64 province (tỉnh) del Vietnam, situata nella regione sud-orientale del Paese. La sua capitale è Tay Ninh.
Tay Ninh ha una popolazione di 1 058 500 abitanti e una superficie di 4049,3 km².
La Provincia di Tay Ninh è il luogo natale di Trinh Minh Thé, un leader militare nazionalista alla fine della Prima Guerra d'Indocina e all'inizio della Guerra del Vietnam.
Tay Ninh è il centro della religione Cao Đài.

## Distretti
Della provincia fanno parte otto distretti:
- Tân Biên
- Tân Châu
- Dương Minh Châu
- Châu Thành
- Hòa Thành
- Bến Cầu
- Gò Dầu
- Trảng Bàng

La città di Tây Ninh è una municipalità autonoma.